# Sprawa pilota Maresza
Sprawa pilota Maresza – polski film fabularny z 1955 w reżyserii Leonarda Buczkowskiego, na podstawie powieści Janusza Meissnera zatytułowanej „Niebieskie drogi”. Wszedł na ekrany w 1956. W atrakcyjnej, sensacyjnej formie ukazywał różne postawy lotników, którzy po powrocie ze służby w RAF od 1947 pracowali w kraju.

## Prawda i fikcja
W powieści będącej pierwowzorem scenariusza można doszukać się inspiracji autentycznymi wydarzeniami z okresu stalinowskiego – ucieczką (jak to wówczas nazywano) szefa pilotów PLL LOT, kpt. Mieczysława Sadowskiego oraz pierwszą po wojnie katastrofą samolotu komunikacyjnego Li-2 pod Tuszynem w 1951 roku. Wobec politycznych czystek i usunięcia w 1950 wielu doświadczonych załóg, film miał poprawić reputację PLL LOT w oczach potencjalnych pasażerów.
Głównym wątkiem są losy byłego pilota RAF, który musi wybierać między dawną miłością i ewentualną emigracją a pozostaniem w kraju i pracą dla socjalistycznej ojczyzny. W dokonaniu oczywistego wyboru pomaga mu nowe, kiełkujące uczucie do atrakcyjnej pielęgniarki oraz entuzjazm młodych kolegów – lotników. Nie bez znaczenia jest też kwestia wierności ojczyźnie oraz zapał do wykonywania trudnego, a zarazem pięknego zawodu pilota samolotów komunikacyjnych.
Nie wszystkie ukazane wydarzenia są w pełni zgodne z faktami, które historycznie miały miejsce. Częściowo autentyczna jest historia związana z próbą porwania samolotu komunikacyjnego PLL LOT. Jej faktycznym bohaterem był dowódca załogi PLL LOT, kpt. Tadeusz Hendzel. W rzeczywistości jednak nie był on lotnikiem powracającym z Zachodu. Był doświadczonym pilotem, z dużym nalotem na maszynach komunikacyjnych. W filmie jego postać odtwarza Wieńczysław Gliński jako Maresz.
Drugim pilotem w załodze kpt. Tadeusza Hendzla był pil. Edward Kamela. Jednakże podczas tego lotu pełnił funkcję mechanika pokładowego, wobec przeszkalania się na pilota-praktykanta Jerzego Szrejbrowskiego. Jerzy Szrejbrowski nie wdawał się w walkę na pokładzie, był cały czas przy sterach obok dowódcy. Natomiast w czasie ataku porywacza pilot Edward Kamela był w kabinie pasażerskiej i to on próbował obezwładnić napastnika. Radiooperatorem w tej załodze był Zdzisław Całka. Wypadek samolotu PLL LOT (w którym ginie mąż Mary) to wspomniana katastrofa kpt. Buczkowskiego pod Tuszynem k. Łodzi w 1951. Opylanie lasów przez załogi PLL LOT jest prawdziwe. W scenach lotniczych wykorzystano samoloty Li-2 (wersje Li-2P i Li-2T), CSS-13 i Ił-12. Akcją opylania dowodził były dowódca dywizjonu 305 mjr Kazimierz Konopasek.

## Obsada
Obok Wieńczysława Glińskiego w filmie grają też:
- Lidia Wysocka jako Angielka Mary.

Postać Mary wzorowana jest na Jeanne Johnstone, żonie b. pilota Dywizjonu 308, późniejszego czołowego szybownika latającego nad Tatrami, Tadeusza Schiele. Śpiewała z polskimi zespołami jazzowymi, jednak nie potrafiła „znaleźć się” w ówczesnym totalitarnym systemie panującym w Polsce i wróciła do Anglii.
- Leon Niemczyk jako porywacz Surowiec.

Faktycznie był w PLL LOT pilot o tym nazwisku. Oskarżono go o planowanie ucieczki z Polski, ale niczego mu nie udowodniono. Z PLL LOT został zwolniony na fali masowych zwolnień w lipcu 1950 roku.
- Jerzy Michotek jako pilot praktykant Flisak. Grał on rolę obecnego na pokładzie młodego pilota którym był Jerzy Szrejbrowski.

W rzeczywistości akcją opylania dowodził były dowódca 305 Dywizjonu Bombowego PSP w Anglii Kazimierz Konopasek.
- Alicja Raciszówna
- Bogdan Niewinowski
- Jerzy Kaczmarek
- Kazimierz Wilamowski
- Bohdan Ejmont
- Wieslawa Grochowska
- Wanda Jakubińska
- Maria Żabczyńska
- Janusz Bylczyński
- Feliks Chmurkowski
- Jan Ciecierski